# Stasimopus tysoni
Stasimopus tysoni är en spindelart som beskrevs av Hewitt 1919. Stasimopus tysoni ingår i släktet Stasimopus och familjen Ctenizidae. Inga underarter finns listade i Catalogue of Life.